# Talaiot
Talaiot (katalonski izgovor: [tələˈjɔt]) ili talayot (šp.) je vrsta megalitskih građevina koje se mogu naći na balearskim otocima (Menorca i Mallorca), a koje pripadaju talaiotskoj kulturi od brončanog (1600. pr. Kr.) do kasnog željeznog doba (123. pr. Kr.). Talaioti su se često nalazili na povišenim nadmorskim visinama i općenito imaju oblik kružnih ili kvadratnih zgrada, a mogli su se koristiti kao stanovi ili mjesta za sastanke.
Naziv im dolazi od katalonske riječi talaia, što znači „promatračnica” i „stražarnica”, a koja potječe od arapske riječi atalaji, što znači „stražar”. Naime, smatra se kako su talaioti imali obrambenu svrhu, ali njihova upotreba nije jasno razjašnjena. Neki vjeruju da su služili kao osmatračnice ili signalni tornjevi, kao na Menorci, gdje tvore osmatračku mrežu.
Postoji ih najmanje 274, a u blizini su, ili su povezani s talaiotičkim naseljima i grobnicama poznatim kao navete. Objema je prethodila cueva, umjetna špilja isklesana u stijeni, kao kultna građevina. Talaioti prethode megalitskim strukturama poznatim kao taule, dolmenima koji se obično nalaze u blizini. 
Talaioti su građeni „kiklopskom tehnikom”, arhaičnim oblikom megalitske kamene arhitekture temeljene na velikom kamenju spojenom „na suho” (bez cementa ili morta), a odnosi se na građevine mikenske kulture (Grčka). Većina talaiota spada u dvije jasno definirane vrste: kružne talaiote i kvadratne talaiote. Prvi su najčešći i imaju kružni tlocrt promjera između osam i sedamnaest metara, a obično su orijentirani prema drugim spomenicima. Kvadratni talayoti, s druge strane, imaju približno kvadratni tlocrt, gotovo uvijek s dva zida poravnata sa solsticijima ili njihovim lunarnim ekvivalentima, a njihove dimenzije su preciznije - gotovo uvijek između deset i jedanaest metara po stranici. Druga generacija kvadratnih talaiota imala je nekoliko katova, iako su oni sada uglavnom srušeni, tako da im je izvorna visina nepoznata.
Njihov prostorni smještaj također ih izdvaja: dok se kružni talaioti mogu naći u naseljima, izoliranim lokacijama ili ceremonijalnim centrima, kvadratni talaioti gotovo su uvijek dio ceremonijalnih centara. I kružni i kvadratni talaioti imaju jedan portal u obliku hodnika koji prolazi kroz debele zidove (debljine do četiri metra) i unutarnju komoru sa središnjim stupom i prekrivena kamenim pločama. Takvi stupovi, koji se sastoje od otprilike pet grubo obrađenih tesanih kamenova, sačuvani su kao ostaci mnogih srušenih talaiota.
Talaiotska kultura je uglavnom neovisan, sljediv razvoj Balearskih otoka, iako se ne mogu isključiti veze s drugim kulturama. Slične megalitske građevine pronađene su i u drugim područjima zapadnog Mediterana, iako nisu nužno povezane s talaiotima. Primjeri uključuju nurage na Sardiniji, torrije na Korzici i sesije na Pantelleriji. 

## Vanjske poveznice
|  | Zajednički poslužitelj ima još gradiva o temi Talaioti |

- Talaiot rute (posjetite rute podijeljene po području)
- Megalitska Menorca. Otkrivanje Menorke (engl.)
- Sveobuhvatna stranica za pretpovijesne spomenike na Mallorci i Menorci (šp.)